# 維德·貝萊茨
維德·貝萊茨（1990年6月6日—）是一位斯洛文尼亞足球運動員。在場上的位置是守門員。現效力於塞浦路斯甲組足球聯賽球隊尼科西亞。他也代表斯洛文尼亞國家足球隊參賽。